# Nicole Peressotti
Nicole Peressotti (Udine, 7 aprile 1998) è una calciatrice italiana, difensore del Tavagnacco.

## Carriera
Con le Azzurrine della formazione Under-17 ha conquistato il terzo posto nel Campionato europeo di categoria 2014 ed il terzo posto nel Mondiale della Costa Rica.

## Palmarès

### Club
- Coppa Italia: 2

Tavagnacco: 2012-2013, 2013-2014